# کبوتر صخره‌ای پرسفید
کبوتر صخره‌ای پرسفید (نام علمی: Petrophassa albipennis) یک گونه کبوتر صخره‌ای قهوه‌ای تیره با لکه‌ای سفید روی بال آن است. دارای خطوط رنگ‌پریده متمایز در سرتاسر چهره خود است که در بالا و زیرچشم خود خم شده‌است. گونه‌ای از پرندگان خانوادهٔ کبوتران است. این کبوترصخره‌ای روی صخره‌ها و برج‌های ماسه‌سنگی در کیمبرلی و شرق رودخانه ویکتوریا یافت می‌شود. این گونه بومی استرالیا است.